# Ioannis Thomakos
Ioannis Thomakos (in greco Ιωάννης Θωμάκος?; 14 marzo 1977) è un pallanuotista greco.